# Richard Grun
Richard Grun (* 12. September 1938 in Berlin) ist ein ehemaliger deutscher Eishockeyspieler, der unter anderem für den TuS Eintracht Dortmund und Preussen Krefeld in der Bundesliga spielte.

## Karriere
Richard Grun begann seine Karriere beim TuS Eintracht Dortmund, für dessen erste Mannschaft er erstmals in der Saison 1957/58 in der Landesliga aufs Eis ging. In seinem ersten Jahr bei den Senioren feierte die Mannschaft die Landesliga-Meisterschaft und qualifizierte sich damit für die zweitklassige Oberliga. In der Spielzeit 1958/59 absolvierte der Stürmer nur 3 der 14 Saisonspiele, erzielte dabei aber zehn Treffer. Auch im folgenden Jahr traf er durchschnittlich mehr als einmal pro Spiel und trug damit dazu bei, dass Dortmund im Jahr 1959 in die Bundesliga aufstieg. Drei Jahre lang spielte er mit dem TuS in der höchsten deutschen Spielklasse und blieb dem Verein auch nach dem Abstieg im Jahr 1963 erhalten. In der Oberliga gehörte er weiterhin zu den erfolgreichsten Scorern der Dortmunder, denen der direkte Wiederaufstieg gelang.
Nach einer weiteren Saison in der Bundesliga wechselte Grun zur Spielzeit 1965/66 in seine Geburtsstadt, wo er für den Berliner Schlittschuhclub spielte. Als Oberliga-Meister schloss er sich ein Jahr später dem Bundesligisten Preussen Krefeld an. Mit Beginn der Saison 1967/68 kam er zum EC Deilinghofen (ECD) aus der Oberliga, bei dem Horst Kubik, ein früherer Mitspieler Gruns aus Dortmunder Zeiten, das Traineramt übernommen hatte. Grun blieb zwei Jahre beim ECD und erzielte 25 Tore in 60 Spielen. Mit der Mannschaft erreichte er zweimal die Aufstiegsrunde, verpasste aber den Einzug in die Bundesliga.
Zur Saison 1969/70 kehrte Grun nach Dortmund zurück, wo er für den neu in die Oberliga aufgestiegenen ERC Westfalen spielte. Im Jahr 1973 wechselte er zum Herner EV in die nun drittklassige Oberliga, wo er seine Karriere nach der Saison 1976/77 beendete.

## Erfolge und Auszeichnungen
- 1958 Landesliga-Meister und Qualifikation für die Oberliga mit dem TuS Eintracht Dortmund
- 1959 Oberliga-Meister und Aufstieg in die Bundesliga mit dem TuS Eintracht Dortmund
- 1964 Oberliga-Meister und Aufstieg in die Bundesliga mit dem TuS Eintracht Dortmund
- 1966 Oberliga-Meister und Aufstieg in die Bundesliga mit dem Berliner Schlittschuhclub
- 1969 Westdeutscher Meister mit dem EC Deilinghofen